# Manèges
Pour les articles homonymes, voir Manège.
Pour plus de détails, voir Fiche technique et Distribution.
Manèges est un film français réalisé par Yves Allégret, sorti en 1950.

## Synopsis
À la suite d'un accident de voiture survenu en allant rejoindre son dernier amant, la belle et jeune Dora est grièvement blessée et hospitalisée dans l'urgence.
Angoissé et désespéré, son mari Robert se rend à son chevet, vient ensuite la mère de la séduisante femme qui reproche ouvertement à son gendre, sa situation financière et sociale désastreuse. Encore consciente mais visiblement à l'agonie, elle prie sa mère d'avouer toutes les manipulations sentimentales et financières dont il faisait naïvement l'objet durant toutes ces années de mariage. Ayant voué un amour sans limite pour son épouse, ce dernier revoit différemment leur passé commun et mesure brutalement l'étendue de ses erreurs, au fur et à mesure des révélations avidement délivrées par sa belle-mère.
C'est à l'issue de l'opération chirurgicale que l'homme sali et ruiné se charge d'annoncer l'insoutenable nouvelle à la "mère-maquerelle" : sa fille survivra en dépit de ses blessures mais elle restera définitivement paralysée et deviendra totalement dépendante dans sa vie quotidienne. Reprenant ses esprits mais complètement désabusé, il décide d'abandonner "sur-le-champ" les deux femmes à leur sombre destin en faisant "fi" des insultes que lui profère l'infirmière-chef.

## Fiche technique
- Réalisation : Yves Allégret
- Scénario, adaptation et dialogues : Jacques Sigurd
- Découpage : Yves Allégret
- Assistant réalisateur : Paul Feyder, Julien Derode
- Images : Jean-Serge Bourgoin
- Opérateur : Henri Tiquet, assisté de Rodier
- Son : Jean Calvet, Jacques Carrère
- Décors : Auguste Capelier, assisté de Claude Kilian
- Maquettes : Alexandre Trauner
- Montage : Maurice Serein, assisté de Mme Girardin
- Régisseur général : Henry Jacquillard, assisté de Raymond Favre
- Régisseur ensemblier : Maurice Barnathan
- Script-girl : Suzanne Bon
- Maquillage : Karabanoff
- Photographe de plateau : Sam Levin
- Production : Les Films Modernes, Discina
- Chef de production : Émile Nathan
- Directeur de production : Ludmilla Goulian
- Tournage aux studios de Neuilly et Franstudio de Saint-Maurice
- Tirage : Laboratoire Lianofilm, Système sonore Western Electric
- Genre : Film dramatique
- Pellicule 35 mm, Noir et blanc
- Durée : 90 min
- Première présentation le 25/01/1950
- Visa d'exploitation : 8406
- Affiche : René Péron (France)

## Distribution
- Bernard Blier : Robert, le propriétaire du manège, mari de Dora
- Simone Signoret : Dora, la femme de Robert et maîtresse de François
- Jane Marken : La mère de Dora (sans nom dans le film)
- Franck Villard : François, l'amant de Dora
- Jacques Baumer : Louis, l'adjoint de Robert
- Jean Ozenne : Eric, un habitué du manège
- Laure Diana : Hélène
- Mona Dol : L'infirmière-chef
- Fernand Rauzena : Le chef des girls
- Jean Hébey : Antoine, l'acheteur des chevaux
- Gabriel Gobin : Emile, le garçon d'écurie
- Max Monroy

## Autour du film
- La présence de Jacques Harden parmi les petits rôles, est attestée dans l'annuaire biographique du cinéma. Pourtant ce n'est pas lui qui joue le rôle du bel ouvrier. Son rôle a peut-être été coupé au montage.
- Pierre Billard dira, pour souligner la noirceur totale du film « À côté de Manèges, des films comme Quai des brumes ou Pépé le Moko paraissent euphoriques »[1].

## Éditions
Le film est publié en une première fois en VHS dans la série L'Âge d'or du cinéma par Gcr puis en 2004 en DVD dans la série Classique de Studio Canal, version restaurée et remasterisée en haute définition. Enfin 2005 et 2011 le film est repris en DVD dans un coffret de 4 films Simone Signoret 1949-1959 par Studio Canal.